# Rock (Kleidung)

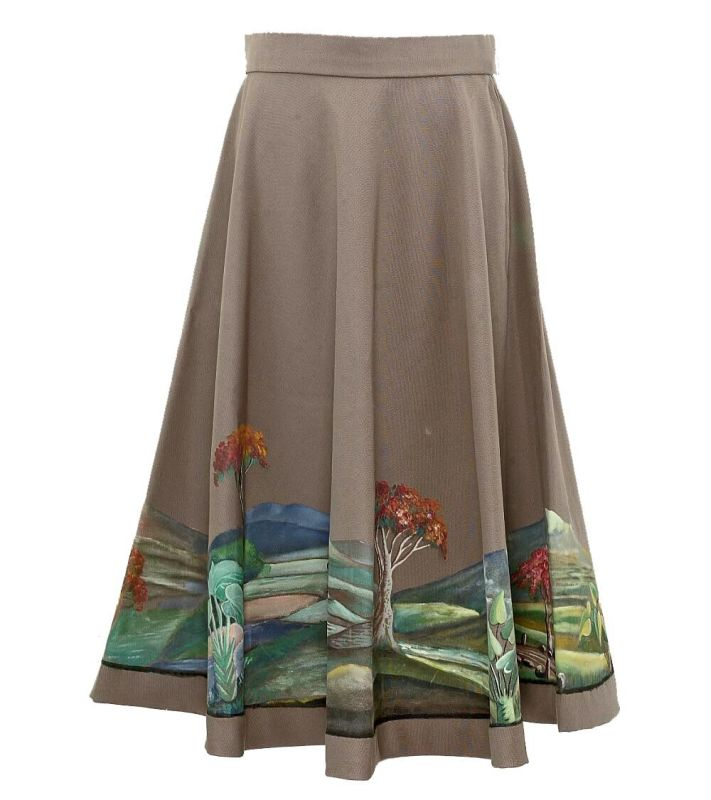
Damenrock aus der ersten Hälfte des 20. Jahrhunderts, Niederlande, Tropenmuseum.

Unter einem Rock (von althochdeutsch (h)roc; österreichisch Schoß, schweizerisch Jupe ([ʒyp])) wird heute ein unten offenes Kleidungsstück verstanden, das den Unterleib und (wenigstens teilweise) die Beine bedeckt.
In der europäischen Kostümkunde bezeichnet der Begriff das Obergewand beider Geschlechter bis ins 14. Jahrhundert, danach bis ins 19. Jahrhundert ein Obergewand für Männer, den Herrenrock, während sich für Frauen das Kleid entwickelte.
In der Damenschneiderei wird auch das Unterteil eines Kleides von der Taille an abwärts als Rock bezeichnet.
In der Schweiz ist ein Rock ein einteiliges Kleidungsstück, das dem Kleid entspricht; ohne angenähtes Oberteil kommt das französische Wort Jupe zur Anwendung.

## Geschichte

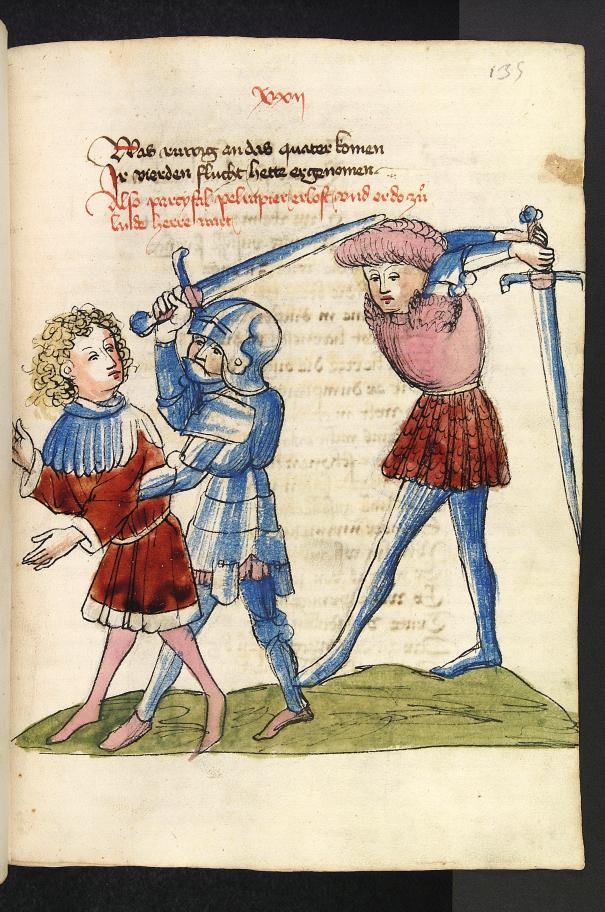
Spätmittelalterliche Kleidung (aus Parzival-Handschrift, um 1440)

Zur Zeit der Germanen und im Mittelalter war der Rock ein von beiden Geschlechtern getragenes Obergewand mit Ärmeln, besonders in den armen Ständen (bei Frauen bis knöchellang, bei Männern bis knielang). Er erfuhr immer wieder Veränderungen, besonders in Länge, Weite oder Gürtung. Ab dem 14. Jahrhundert begann eine Entwicklung zur jackenartigen Überbekleidung des Mannes.
Die langen, körperverhüllenden Gewänder für beide Geschlechter, angelehnt an klerikale Kleidung, wichen im Spätmittelalter einer Bekleidung, die zunehmend eine Zweigeschlechtlichkeit betonte: Erst teilte sich im 14. Jahrhundert die Männerkleidung in Textilien für den Ober- und Unterkörper, es entwickelte sich eine jackenähnliche Überbekleidung für den Mann. Dabei wurde die Taille und die Brust betont, die Beine kamen in enganliegenden Beinlingen zum Vorschein. Im 15. Jahrhundert teilte sich dann auch die Frauenkleidung in Rock und Mieder.

## Röcke in der Damenmode

### In der westlichen Welt
Der in der westlich orientierten Welt von Frauen getragene Rock ist in seiner Form, Art, Farbe und Länge äußerst variabel und extrem modeabhängig.
Bis in die 1960er Jahre war der Rock beziehungsweise das Kleid die übliche Kleidung für Frauen, in der Regel in Kombination mit einem Unterrock oder Reifrock. Hosen wurden im Allgemeinen nur zweckbestimmt – z. B. beim Sport – getragen. Mit dem Aufkommen des Minirocks stellten viele Frauen auf Hosen um, und als die Röcke wieder länger wurden, gehörten Hosen ebenso wie Röcke zur etablierten Frauenkleidung.

### Formen des Damenrocks
Röcke werden üblicherweise zuerst nach ihrer Länge eingeteilt:
- Minirock, der über den Knien endet
- Midirock, der noch die Knie bedeckt
- Maxirock, der bis zu den Knöcheln reicht

Weiter werden zahlreiche Varianten des Damenrocks unterschieden:
- Der Bleistiftrock hat eine schmale gerade Form und wird mit Abnähern der Figur angepasst.
- Der Bahnenrock ist aus meist vier, sechs oder acht konischen Bahnen geschnitten und daher um die Hüfte schmal und unten weiter.
- Der Faltenrock weist im Bund regelmäßige genähte oder gebügelte Falten auf. Man unterscheidet zwischen dem normalen Faltenrock mit einseitig gelegten Falten, Kellerfalten beziehungsweise Quetschfalten und Plisseefalten. Der klassische Faltenrock wird in kurzer Form als Leistungssportdress eingesetzt, beziehungsweise beim Rock ’n’ Roll, Eiskunstlauf, Formationstanzen und Square Dance.
- Der Glockenrock ist glockenförmig geschnitten, er liegt an Taille und Hüfte eng an, wird über den Oberschenkeln immer weiter, wobei die Zunahme der Weite zum Saum hin wieder abnimmt.
- Der Tellerrock besteht aus einem kreisförmigen Stück Stoff und ist unten sehr weit.
- Der Tulpenrock sitzt auf der Taille, geht an der Hüfte weit auseinander und läuft meist am Oberschenkel wieder eng zusammen.
- Der Humpelrock war zu Beginn des 20. Jahrhunderts ein modischer, knöchellanger Rock, der am Saum durch eine Pelzbordüre oder Passe eng zusammengefasst war.
- Der Ballonrock ist ein Damenrock, bei dem die Stoffhülle des Saums leicht zusammengezogen wird, beispielsweise durch ein am Saum rundherum angenähtes Futter mit wenig Saumweite.
- Der Stufenrock besteht aus mehreren waagrechten Stoffbahnen, die jeweils oben eingekräuselt sind. Oft sind die Stufen mit Rüschen oder Spitzen verziert.
- Der Godetrock hat im unteren Teil eingefügte keilförmige Stoffteile („Godets“) und entsprechend geschnittene, nach unten weiter werdende Bahnen, so dass der Rock oben schmal ist und erst im unteren Drittel Falten wirft.
- Der Hosenrock ist eigentlich eine Hose, die so weit geschnitten ist, dass sie eine rock-ähnliche Silhouette ergibt.
- Der Wickelrock ist ein Wickelgewand aus einem einfachen Stück Stoff, bei dem sich die Kanten stark überdecken und der nur am oberen Rand geschlossen wird.

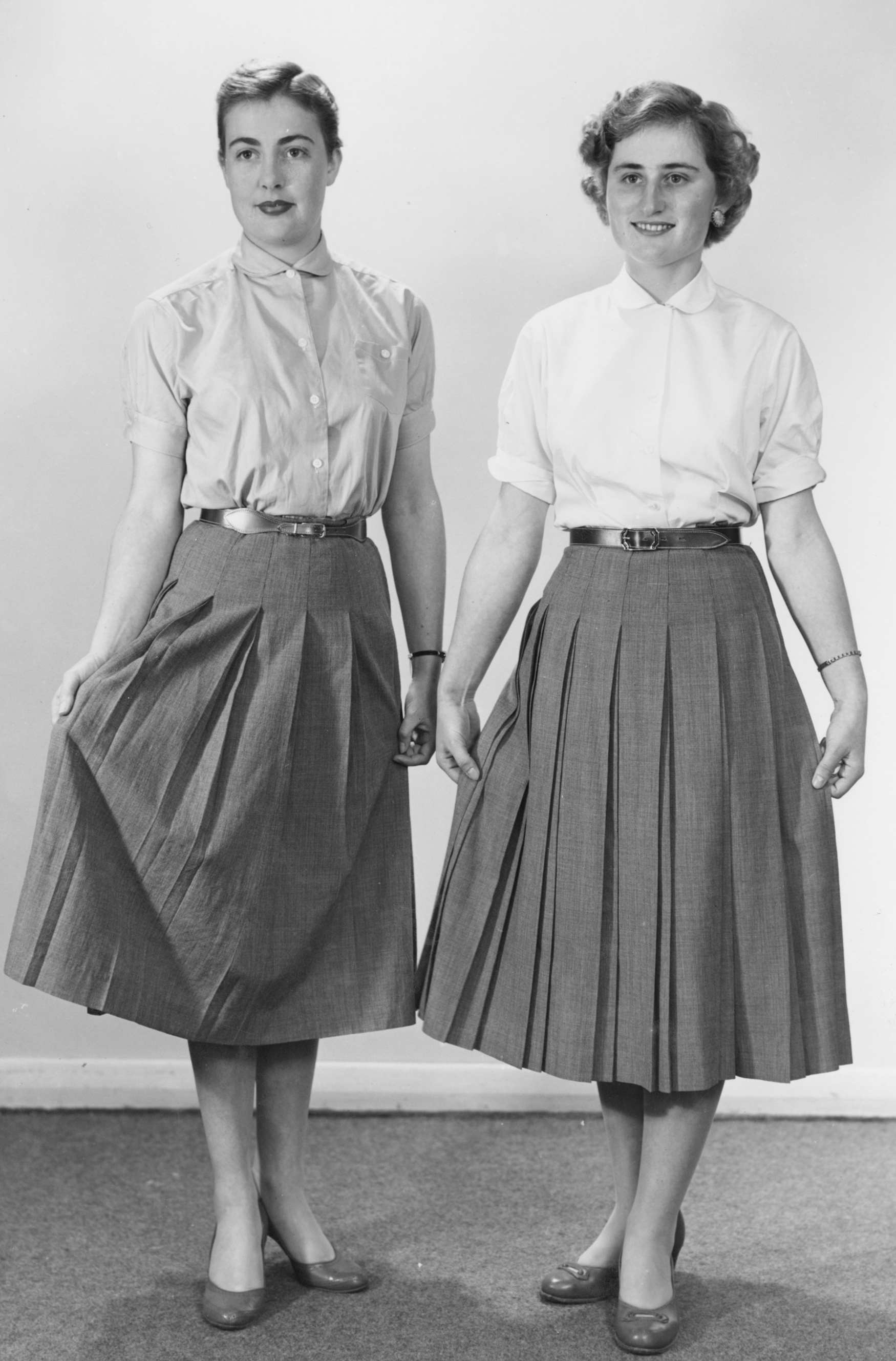
Zwei Frauen in Faltenröcken, rechts mit Plisseefalten (Australien, ca. 1957)
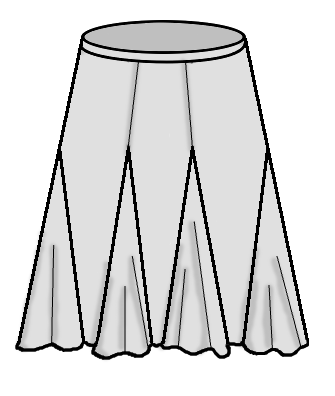
Godetrock (Schematische Zeichnung)
Model im Tellerrock (Schweden, 1944)
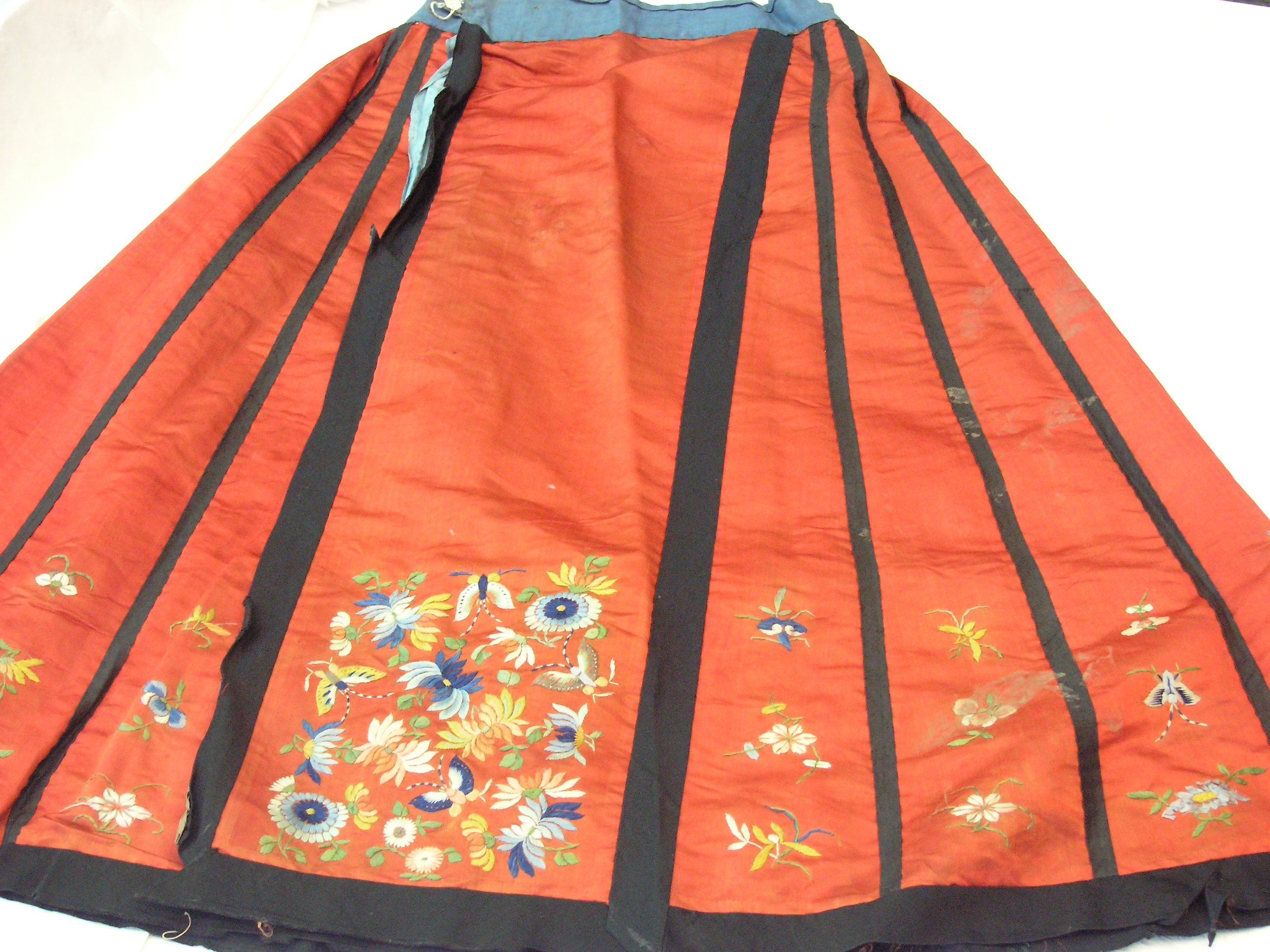
Bahnenrock (China, ca. 19.–20. Jahrhundert)
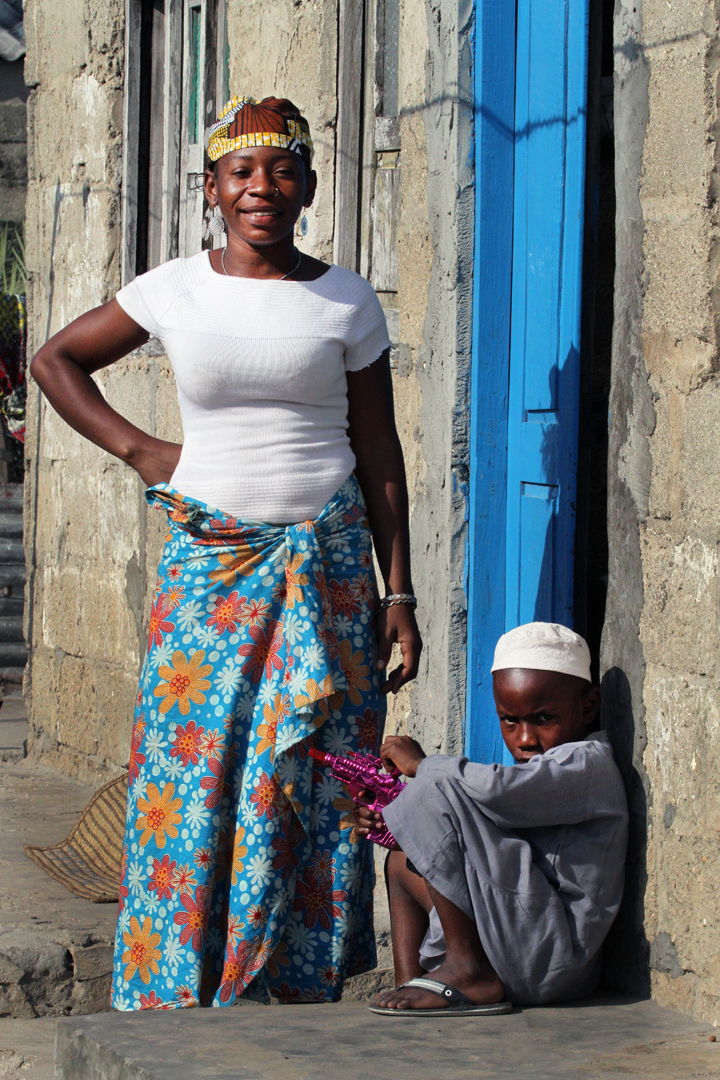
Wickelrock (Mosambik, 2010)

## Röcke in der Herrenmode

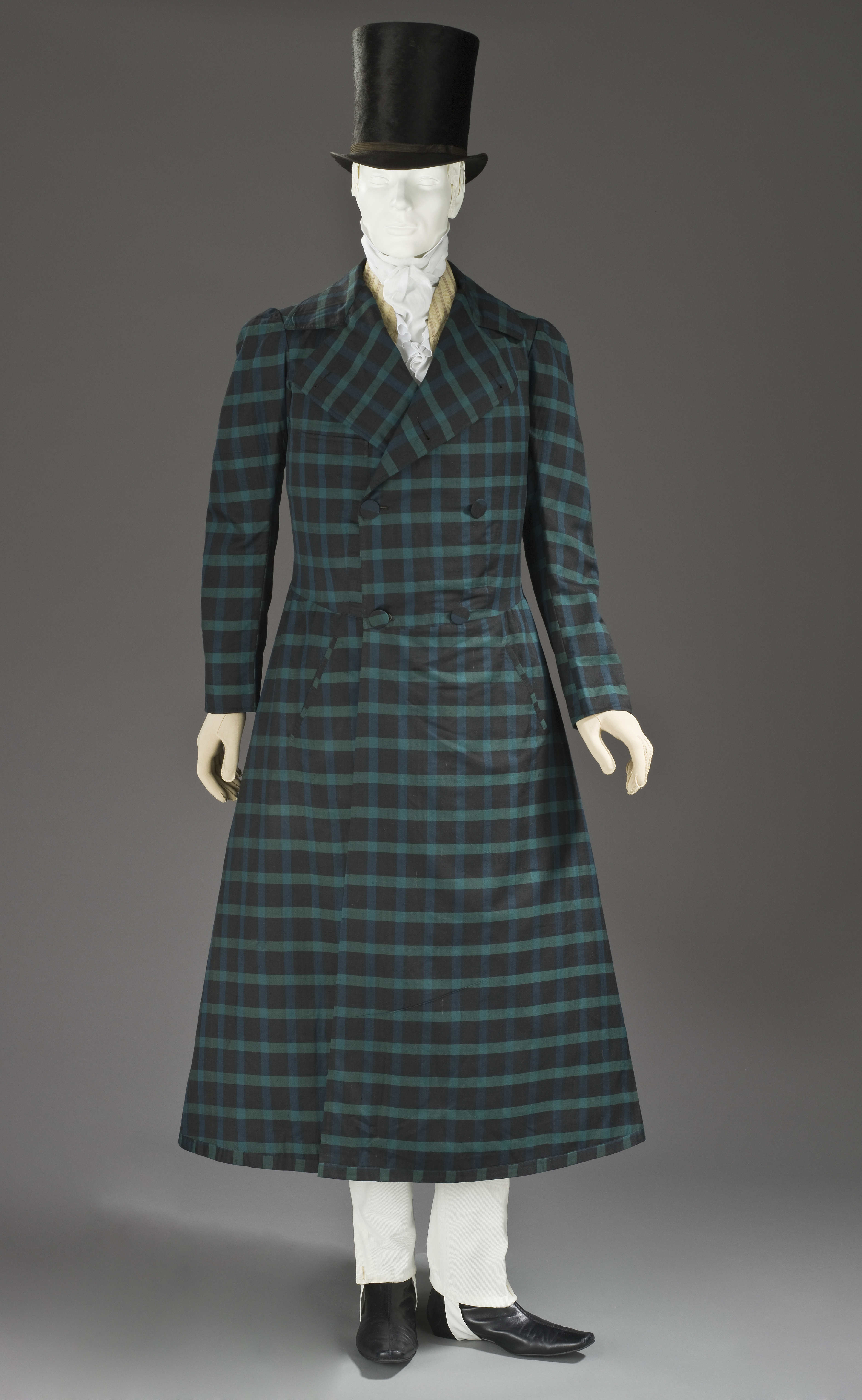
Gehrock (Frankreich, ca. 1816–1820)

In der Herrenmode bezeichnete Rock bis um 1900 im weiteren Sinne die gesamte Oberbekleidung. Nach Schnitt und Trageweise konnte unterschieden werden in:
- Überrock im weiteren Sinne:
  - Überrock im engeren Sinne[6] (z. B. Surcot, Schaube, Surtout, militärischer Überrock, Mackintosh, Paletot[7])
  - Oberrock, Leibrock oder Rock im engeren Sinne[8] (Wappenrock, Tappert, Kasack, Hongreline, Justaucorps, Gehrock, Herrenrock, Uniformrock)
- Unter-Rock (Wams, Weste)

Auf diese Unterteilung lässt sich auch der moderne Herrenanzug zurückführen: Der Überrock (i. e. S.) der Herrenmode heißt heute Herrenmantel, das Jackett geht etymologisch auf den Scheckenrock, kostümhistorisch auf den Herrenrock zurück, wie die Weste auf das Wams.
Röcke weisen meist eine Taillierung auf, was die Schöße hervortreten ließ. Aus der Schaube des 16. Jahrhunderts wurde über Hongreline oder Kasack der Justaucorps des Barock und Rokoko entwickelt, woraus schließlich der Herrenrock entstand.

### Herrenrock
Der Justaucorps war von der Konstruktion her mehr drapiert als konstruiert und nahm die notwendige Bewegungsweite aus reichlicher Faltenlegung. Mit der Entwicklung von Schnittsystemen und der damit verbundenen Möglichkeit, passgenau zu arbeiten, verschwanden die Falten in der Herrenbekleidung im 19. Jahrhundert. Es wurden neue Rockformen für Herren entwickelt, darunter der Frack, zunächst der geknöpfte Biedermeierfrack, woraus sich der bis heute getragene Frack als Gesellschaftsanzug entwickelte, der alleine wegen seiner exakten Passform getragen werden konnte und ohne Über- und Untertritt und Verschluss auskam. Da der Frack höchste Ansprüche an die Kunst des Schneiders stellte, hing die beabsichtigte Wirkung alleine vom Schneider ab. Ungenau sitzende Fräcke wirken eher lächerlich als elegant, weshalb der Frack mit dem Verschwinden des Schneiderhandwerks mehr und mehr außer Gebrauch kam.
Bekannt ist heute noch der Gehrock, ein Rock mit knielangen Schößen, der nach dem Biedermeierfrack für „gehobene Stände“ aufkam und zunächst als flott und jugendlich galt, zuletzt aber, etwa bis zum Zweiten Weltkrieg, nur noch als „Bratenrock“ oder Beerdigungsrock ein Kuriosum alter Männer war.
Zwischen den napoleonischen Kriegen und dem Ersten Weltkrieg folgte die Entwicklung der Uniformen, zumindest was die Konstruktion angeht, der Zivilkleidung. Für den Uniformrock mit relativ kurzen Schößen, der dem Gehrock folgte, verwandte man den Namen Waffenrock, der ursprünglich für die Wämser der Ritter üblich war. Mit der Änderung der Kriegsführung im Ersten Weltkrieg setzte sich bei Uniformen der durchgehende Sakkoschnitt durch, der bis heute, abgesehen von Traditionsuniformen, weltweit Anwendung findet. Umgangssprachlich werden Uniformjacken heute regional fälschlicherweise als Uniformrock bezeichnet.

### Männerrock

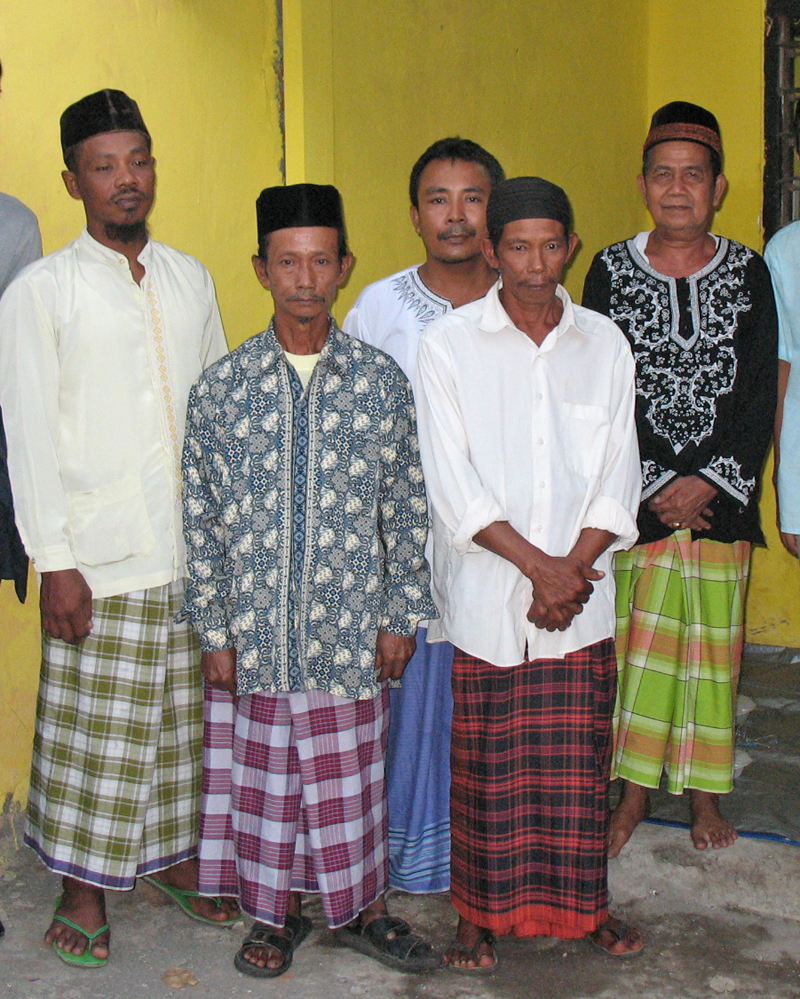
Männer im Sarong (Indonesien, 2007)

Weltweit gehören Röcke auch zur Kleidung von Männern, so etwa in England und Schottland der Kilt und in Südostasien unter anderem der Sarong, Longyi oder Lava-Lava.